# Estelle Cascino
Estelle Cascino (Marsella, 13 de marzo de 1996) es una tenista francesa.

## Carrera
Cascino tuvo su debut en Grand Slam, en dobles junto a Elixane Lechemia, en Roland Garros 2019. En primera ronda perdieron contra María José Martínez y Sara Sorribes.
En 2021 participó en Roland Garros junto a Jessika Ponchet, donde perdió en primera ronda contra Irina-Camelia Begu y Nadia Podoroska. Junto a Ponchet llegó a su primer final WTA en el 125 de Limoges. En cuartos de final vencieron a Anna Blinkova y Varvara Grachova, en semifinales a Hsieh Yu-chieh y Elixane Lechemia y perdió en la final contra Monica Niculescu y Vera Zvonariova.
En 2022 disputó el 125 de Saint-Malo junto a Jessika Ponchet. En cuartos de final vencieron a Peangtarn Plipuech y Jessy Rompies, en semifinales a Angelina Gabueva y Anastasia Zakharova, pero perdieron en la final contra Eri Hozumi y Makoto Ninomiya. También disputó el Roland Garros 2022 junto a Ponchet, pero perdieron en primera ronda contra Xu Yifan y Yang Zhaoxuan.
Participó en Roland Garros 2023 junto a Carole Monnet y cayó en primera ronda contra Miriam Škoch y Markéta Vondroušová.
En 2024 llegó a su tercera final WTA, en el 125 de Saint-Malo junto a Carole Monnet, al derrotar a Eleejah Inisan y Diana Martynov en primera ronda, en cuartos de final a Carmen Corley y Ivana Corley, en semifinales a Olivia Gadecki y Olivia Nicholls y perdieron en la final contra Amina Anshba y Anastasia Dețiuc. También participó junto a Monnet en Roland Garros, pero perdieron en primera ronda contra Elina Avanesian y Camila Osorio.